# 澳門檔案館
澳門檔案館（葡萄牙語：Arquivo de Macau）是位於澳門特別行政區荷蘭園大馬路，乃澳門官方檔案文史資料收藏、保管、分析和研究之機構。

## 隸屬及易名歷史
| 年份          | 隸屬於                     | 易名           |
| ------------- | -------------------------- | -------------- |
| 1952年6月28日 | 民政總局                   | 澳門總檔案室   |
| 1979年        | 教育暨文化司               | 澳門歷史檔案室 |
| 1986年        | 澳門文化學會（文化局前身） | 澳門歷史檔案室 |
| 1999年        | 文化局                     | 澳門歷史檔案室 |
| 2000年2月3日  | 文化局                     | 澳門歷史檔案館 |
| 2016年1月1日  | 文化局                     | 澳門檔案館     |

## 沿革
1952年6月28日，根據第五號海外部立法條例，設立澳門總檔案室，隸屬民政總局。
1979年，更名為澳門歷史檔案室（葡萄牙語：Arquivo Histórico de Macau）。撥歸教育暨文化司管轄，接收公共部門檔案。
1982年3月，館址由澳門崗頂何東藏書樓，遷至澳門荷蘭園大馬路91-93號至今。
1983年，加入國際檔案理事會。
1986 年，併入新成立的澳門文化學會(文化局前身)。
1987至89年，因檔案室重建工程，臨時遷址至高士德大馬路16號(即今澳門演藝學院)。
1989年7月21日，澳門歷史檔案室重建落成。
2000年2月3日，歷史檔案室中文名稱更名為澳門歷史檔案館，葡文名稱不變。
2016年1月1日，更名至現時名稱。

## 館藏
澳門歷史檔案館主要收藏市政廳、民政廳、敎育暨青年司、財政司、總督辦公室、海軍、澳門扶輪社、聖心慈善堂等檔案，還有澳門政府葡文檔案、西方古籍、圖片和相片等具歷史價值之資料。另外，澳門歷史檔案館存有1500多件微縮片，微縮片乃1714年～1885年間明朝、清朝政府與澳葡政府往來的中文信函及民間通信。